# Séraphin Olivier-Razali
Séraphin Olivier-Razali (Lyon, 1538 - Roma, 10 de fevereiro de 1609) foi um cardeal do século XVII

## Biografia
Nasceu em Lyon em 1538. Sua mãe era de Bolonha. Ele tomou Razali como segundo sobrenome, que era o segundo marido de sua mãe, Francesco Razali, também de Bolonha.
Estudou em Tournon e na Universidade de Bolonha, onde se doutorou em direito canônico e civil..
Professor da Universidade de Bolonha, 1562. Foi a Roma e o Papa Pio IV nomeou-o auditor da Sagrada Rota Romana em 1564; ele ocupou o cargo por quarenta anos e tornou-se seu reitor. Referendário dos Tribunais da Assinatura Apostólica da Justiça e da Graça. Membro da comissão para a reforma do calendário. Interveio nas negociações para obter a absolvição do rei Henrique IV da França em 1592. Dada a sé de Rennes após a transferência do cardeal Arnaud d'Ossat para Bayeux em 1600; depois de dois anos em que nada foi feito, ele recusou por si mesmo e negociou que François Larchiver, reitor da igreja de S. Luigi dei Francesi em Roma, fosse nomeado em seu lugar..
Eleito patriarca titular de Alessandria, mantendo o cargo de auditor, em 26 de agosto de 1602. Consagrado, domingo, 15 de setembro de 1602, na igreja de S. Luigi dei Francesi, Roma, pelo cardeal Arnaud d'Ossat, assistido por Horace Capponi, bispo de Carpentras , e por Jérôme Centelles, bispo de Cavaillon. Núncio do Papa Gregório XIII para felicitar o rei Henrique III da França por sua ascensão ao trono da Polônia. Enviado do Papa Sisto V à França para pacificar os distúrbios após a morte do rei Henrique III..
Criado cardeal sacerdote no consistório de 9 de junho de 1604; recebeu o gorro vermelho e o título de S. Salvatore em Lauro, em 25 de junho de 1604. Participou do conclave de março de 1605, que elegeu o Papa Leão XI. Participou do conclave de maio de 1605, que elegeu o Papa Paulo V..
Morreu em Roma em 10 de fevereiro de 1609. Enterrado na igreja de SS. Trinità al Monte Pincio, Roma..